# آینه مهر
آینه مهر یک مجموعه تلویزیونی محصول سال ۱۳۸۲ به کارگردانی علی جلالی  می‌باشد .

## بازیگران
- علی جاویدفر
- فرزانه ارسطو
- علی جلالی
- نرگس خردمند
- قاسم ترکاشوند
- شاهین درویش
- منوچهر تیمورزاده
- حمید کلانی
- محمدرضا آرمین
- علی صلواتی